# Chańczyce
Chańczyce (biał. Ханчыцы; ros. Ханчицы) – agromiasteczko na Białorusi, w obwodzie grodzieńskim, w rejonie świsłockim, w sielsowiecie Świsłocz.
W dwudziestoleciu międzywojennym miejscowość leżała w Polsce, w województwie białostockim, w powiecie wołkowyskim, w gminie Świsłocz. 16 października 1933 utworzono gromadę Chańczyce w gminie Świsłocz, z siedzibą w osadzie Połonka. Po II wojnie światowej weszła w struktury ZSRR.